# Oxford Square
Der Oxford Square ist ein straßenförmig angelegter Platz im Londoner Viertel Paddington im Stadtbezirk der City of Westminster, etwa 200 Meter nördlich des Hyde Park.

## Lage und Struktur

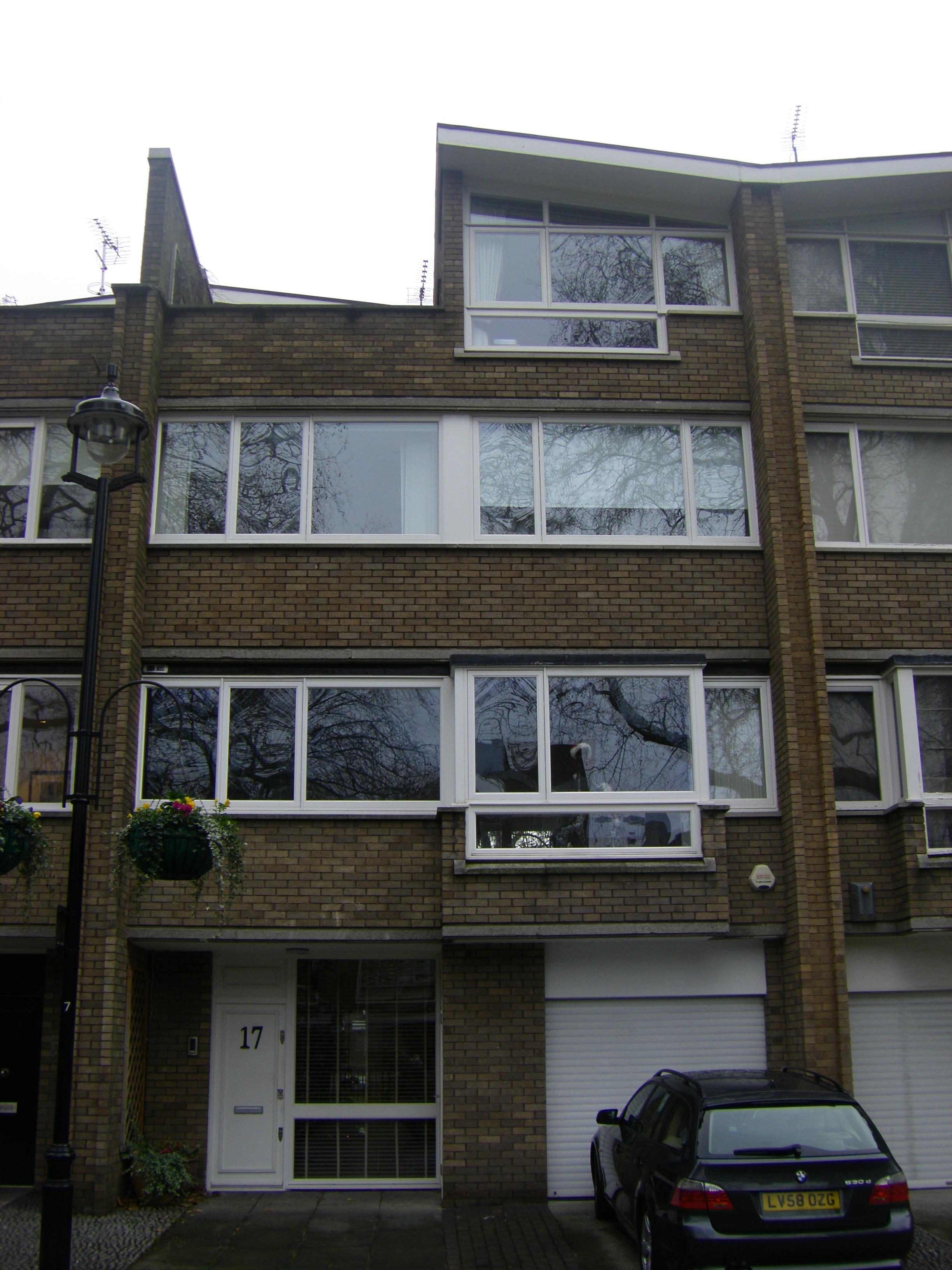
Letzte Wohnstätte von George du Maurier

Der Oxford Square ist Teil einer ovalförmigen Anlage im Dreieck zwischen Sussex Gardens, Bayswater Road und Edgware Road, die aus Norfolk Crescent (im Nordosten), Cambridge Square (Nordwesten), Hyde Park Crescent (Südwesten) und Oxford Square (Südosten) besteht. 
Die Straßenführung des Oxford Square beginnt im Nordosten am Porchester Place Nummer 25, wo sich ein zwanzigstöckiges Wohnhaus befindet. Südwestlich von diesem steht (ebenfalls auf der linken Straße des Oxford Square) ein gut 40 Meter langes Gebäude, das insgesamt elf Reihenhäuser beherbergt. Am Ende dieser Wohneinheiten mündet der Oxford Square auf die Titchbourne Row (links) und den sie in nordwestlicher Richtung fortsetzenden Hyde Park Crescent (rechts). 
Zwischen Hyde Park Crescent und Oxford Square befindet sich ein Wohnblock über elf Etagen, an dem der Oxford Square sich spaltet und eine Abzweigung um 90 Grad in zunächst nordwestlicher Richtung nimmt. Nach etwa 30 Metern folgt eine abermalige Abzweigung um 90 Grad in nordöstlicher Richtung, bis der Oxford Square am Norfolk Crescent, der geografischen Fortsetzung des Porchester Place in nordwestlicher Richtung, endet. 
An diesem letzten Teilabschnitt des Oxford Square befindet sich auf der linken Seite ein weiterer Wohnblock mit acht Reihenhäusern. Im vierten Haus (von unten kommend) mit der Nummer 17 verbrachte der englische Schriftsteller George du Maurier sein letztes Lebensjahr, bevor er hier am 8. Oktober 1896 verstarb. 
Am Zusammentreffen des Oxford Square mit dem Norfolk Crescent befindet sich der 45 Meter und 15 Etagen hohe Wohnkomplex Raynham, der sich etwa 70 Meter entlang des Norfolk Crescent bis zum Cambridge Square erstreckt, der spiegelbildlich zum Oxford Square angelegt wurde.